# Gaujac (Gard)
Gaujac é uma comuna francesa na região administrativa de Occitânia, no departamento de Gard. Estende-se por uma área de 10,28 km². Em 2010 a comuna tinha 1 113 habitantes (densidade: 108,3 hab./km²).